# Тані Рьоко
Тані Рьоко  (яп. 谷 亮子, при народженні Тамура (田村), 6 вересня 1975) — японська дзюдоїстка, олімпійська чемпіонка.

## Виступи на Олімпіадах
| Олімпіада      | Дисципліна         | Місце |
| -------------- | ------------------ | ----- |
| Барселона 1992 | надлегка категорія | 2     |
| Атланта 1996   | надлегка категорія | 2     |
| Сідней 2000    | надлегка категорія | 1     |
| Афіни 2004     | надлегка категорія | 1     |
| Пекін 2008     | надлегка категорія | 3T    |